# T. J. Watt
Trent Jordan Watt (nacido el 11 de octubre de 1994) es un jugador profesional estadounidense de fútbol americano que juega en la posición de outside linebacker y actualmente milita en los Pittsburgh Steelers de la National Football League (NFL). Es el hermano menor del ex defensive end de los Arizona Cardinals, J. J. Watt y del fullback de los Steelers, Derek Watt.

## Biografía
Watt asistió a la preparatoria Pewaukee High School en Pewaukee, Wisconsin, donde practicó fútbol americano. Al finalizar la preparatoria, fue considerado como un atleta de tres estrellas en la posición de tight end por Rivals.com.
Posteriormente, asistió a la Universidad de Wisconsin-Madison donde jugó con los Wisconsin Badgers en 2015 y 2016, ya que en la temporada 2014 se lesionó la rodilla y estuvo en proceso de recuperación hasta mediados de la temporada 2015. En julio de 2015, el entrenador en jefe Paul Chryst le pidió a Watt que cambiara a una posición defensiva como estudiante de segundo año.
Durante la temporada 2016, Watt registró 59 tacleadas, 11.5 capturas (sacks), una intercepción y un touchdown defensivo. Por su desempeño fue nombrado al segundo equipo All-American y al primer equipo All-Big Ten. El 3 de enero de 2017, Watt anunció en Twitter que renunciaría a su temporada sénior y entraría al Draft de la NFL de 2017.

## Carrera

### Pittsburgh Steelers
Watt fue seleccionado por los Pittsburgh Steelers en la primera ronda (puesto 30) del Draft de la NFL de 2017, y firmó un contrato por cuatro años y $9.25 millones con un bono por firmar de $4.87 millones. Compitió con el veterano James Harrison y Bud Dupree por la posición de outside linebacker titular. Como novato, Watt terminó la temporada 2017 con 54 tacleadas combinadas (40 en solitario), siete desvíos de pase, siete capturas y una intercepción en 15 juegos como titular. Los Steelers clasificaron a la postemporada al ganar la división AFC Norte con un récord de 13-3, pero el 14 de enero de 2018 perdieron por 45-42 ante los Jacksonville Jaguars en la Ronda Divisional, donde Watt solo registró dos tacleadas y desvió un pase.
En 2018, Watt fue titular ante los Cleveland Browns en el primer partido de la temporada y registró diez tacleadas combinadas (siete en solitario), tres capturas y bloqueó un potencial gol de campo que evitó la victoria de los Browns. Obtuvo el premio al Jugador Defensivo de la Semana de la AFC por su desempeño. El 7 de octubre de 2018, Watt registró ocho tacleadas combinadas, empató su récord de temporada de tres capturas y forzó un balón suelto en la victoria de los Steelers por 41-17 contra los Atlanta Falcons, lo que le valió su segundo premio de Jugador Defensivo de la Semana de la AFC del año. En total inició o 16 de la temporada como titular y registró 68 tacleadas combinadas (50 en solitario), 13 capturas, seis balones sueltos forzados y tres desvíos de pase, por lo que fue invitado por primera vez al Pro Bowl en reemplazo del lesionado Jadeveon Clowney de los Houston Texans.
En 2019, Watt ganó el premio de Jugador Defensivo del Mes de la AFC por su desempeño en noviembre, donde registró 16 tacleadas, 6.5 capturas, nueve golpes de mariscal de campo y dos balones sueltos forzados. Terminó su tercera temporada con un récord de 14.5 capturas de la AFC y ocho balones sueltos forzados, el más alto de la liga. Fue elegido MVP de los Steelers por sus compañeros de equipo, siendo el primer jugador defensivo en ganar el premio desde Troy Polamalu en 2010. Fue nombrado All-Pro como edge rusher (primer equipo) y linebacker (segundo equipo). También fue nominado para el premio al Jugador Defensivo del Año de la NFL, terminando tercero en la votación.
El 17 de marzo de 2020, los Steelers firmaron al hermano mayor de Watt, Derek, y el 28 de abril de 2020 ejercieron la opción de quinto año sobre el contrato de T.J. Watt.
En 2020, Watt ganó el premio de Jugador Defensivo del Mes de la AFC dos veces, en septiembre y en noviembre. En un total de 15 juegos, Watt registró 53 tacleadas, dos balones sueltos forzados y lideró la NFL en capturas (15), tacleadas para pérdida de yardas (23) y golpes de mariscal de campo (41). Quedó en segundo lugar en la votación al Jugador Defensivo del Año de la NFL, por detrás de Aaron Donald, y fue nombrado por tercera vez al Pro Bowl y por segunda ocasión al primer equipo All-Pro.
En 2021, Watt fue nombrado como el Jugador Defensivo del Año de la NFL luego de registrar 64 tacleadas, cinco balones sueltos forzados, tres balones recuperados e igualar la marca de capturas para una temporada con 22.5 establecida por Michael Strahan en 2001. Igualmente, fue nombrado al Pro Bowl y al primer equipo All-Pro por cuarta y tercera vez consecutivas, respectivamente.

## Estadísticas generales
|  | Seleccionado al Pro Bowl                    |
|  | Seleccionado como Jugador Defensivo del Año |

| Año   | Equipo | Juegos | Juegos | Tacleadas | Tacleadas | Tacleadas | Tacleadas | Intercepciones | Intercepciones | Intercepciones | Intercepciones | Intercepciones | Intercepciones | Balones sueltos | Balones sueltos | Balones sueltos | Balones sueltos |
| Año   | Equipo | GP     | GS     | Comb      | Total     | Ast       | Sck       | PDef           | Int            | Yds            | Avg            | Lng            | TDs            | FF              | FR              | Yds             | TDs             |
| ----- | ------ | ------ | ------ | --------- | --------- | --------- | --------- | -------------- | -------------- | -------------- | -------------- | -------------- | -------------- | --------------- | --------------- | --------------- | --------------- |
| 2017  | PIT    | 15     | 15     | 54        | 40        | 14        | 7.0       | 7              | 1              | 17             | 17.0           | 17             | 0              | 1               | 0               | --              | --              |
| 2018  | PIT    | 16     | 16     | 68        | 50        | 18        | 13.0      | 3              | --             | --             | --             | --             | --             | 6               | 0               | --              | --              |
| 2019  | PIT    | 16     | 16     | 55        | 35        | 20        | 14.5      | 8              | 2              | 7              | 3.5            | 7              | 0              | 8               | 4               | 0               | 0               |
| 2020  | PIT    | 15     | 15     | 53        | 43        | 10        | 15.0      | 7              | 1              | 0              | 0.0            | 0              | 0              | 2               | 0               | --              | --              |
| 2021  | PIT    | 15     | 15     | 64        | 48        | 16        | 22.5      | 7              | --             | --             | --             | --             | --             | 5               | 3               | 1               | 0               |
| Total | Total  | 77     | 77     | 294       | 216       | 78        | 72.0      | 32             | 4              | 24             | 6.0            | 17             | 0              | 22              | 7               | 1               | 0               |

Fuente: Pro-Football-Reference.com